# Nadyby
Nadyby (ukr. Надиби, Nadyby) – wieś w rejonie samborskim (wcześniej w rejonie starosamborskim) obwodu lwowskiego Ukrainy. Wieś liczy około 1094 mieszkańców (2021, szacunek). Leży nad rzeką Strwiąż. Podlega sąsiadowickiej silskiej radzie.
Od 1872 r. przez wieś prowadzi linia kolei dniestrzańskiej, znajduje się tutaj przystanek kolejowy Nadyby (dawniej stacja kolejowa Nadyby-Wojutycze).
W 1921 r. liczyły około 1129 mieszkańców. Przed II wojną światową należały do powiatu samborskiego w województwie lwowskim. 
W latach 1943–1944 nacjonaliści ukraińscy z OUN-UPA zamordowali tutaj 10 Polaków.

## Wyznania religijne
- Ukraińsko-Prawosławna cerkiew św. Dymitra Sołuńskiego
- Rzymsko-katolicka parafia Matki Bożej Bolesnej
- Greckokatolicka cerkiew Zaśnięcia Bogurodzicy